# Військова медицина
Військова медицина — галузь медицини, яка являє собою систему наукових знань і практичних заходів, спрямованих на зміцнення здоров'я військовослужбовців з метою максимально підняти професійну здатність армії, а також запобігання бойовим ушкодженням та захворюванням і їх лікування.

## Завдання військової медицини
Умови бойової діяльності військ, в яких здійснюється робота військово-медичної служби, а також особливості бойових уражень і захворювань, що є їх наслідком, унеможливлюють цілковите перенесення у військову медицину теорії і практики цивільної медицини. Військова медицина як окрема галузь медицини зародилась у XVII столітті. Основоположниками російської військової медицини є Матвій Мудров, М. І. Пирогов, М. О. Вельямінов, Б. К. Леонардов, З. П. Соловйов, Ю. І. Смирнов та інші.
Військова медицина включає такі розділи:
- організація і тактика медичної служби,
- військово-польова терапія,
- військово-польова хірургія,
- військова епідеміологія,
- фізіологія військової праці та ін., а також військові розділи майже усіх галузей теоретичної та клінічної медицини.

## Військова медицина в Україні
|                                                   |  |  |
| Пам'ятна монета НБУ присвячена військовим медикам |  |  |

Військова медицина в Україні наразі є доволі розвинутою сферою, яка відповідає усім сучасним напрямкам, характерним для розвинутих країн Європи та світу. Наразі йде дієва підготовка до законодавчого затвердження військово-медичної доктрини держави.

## Галерея

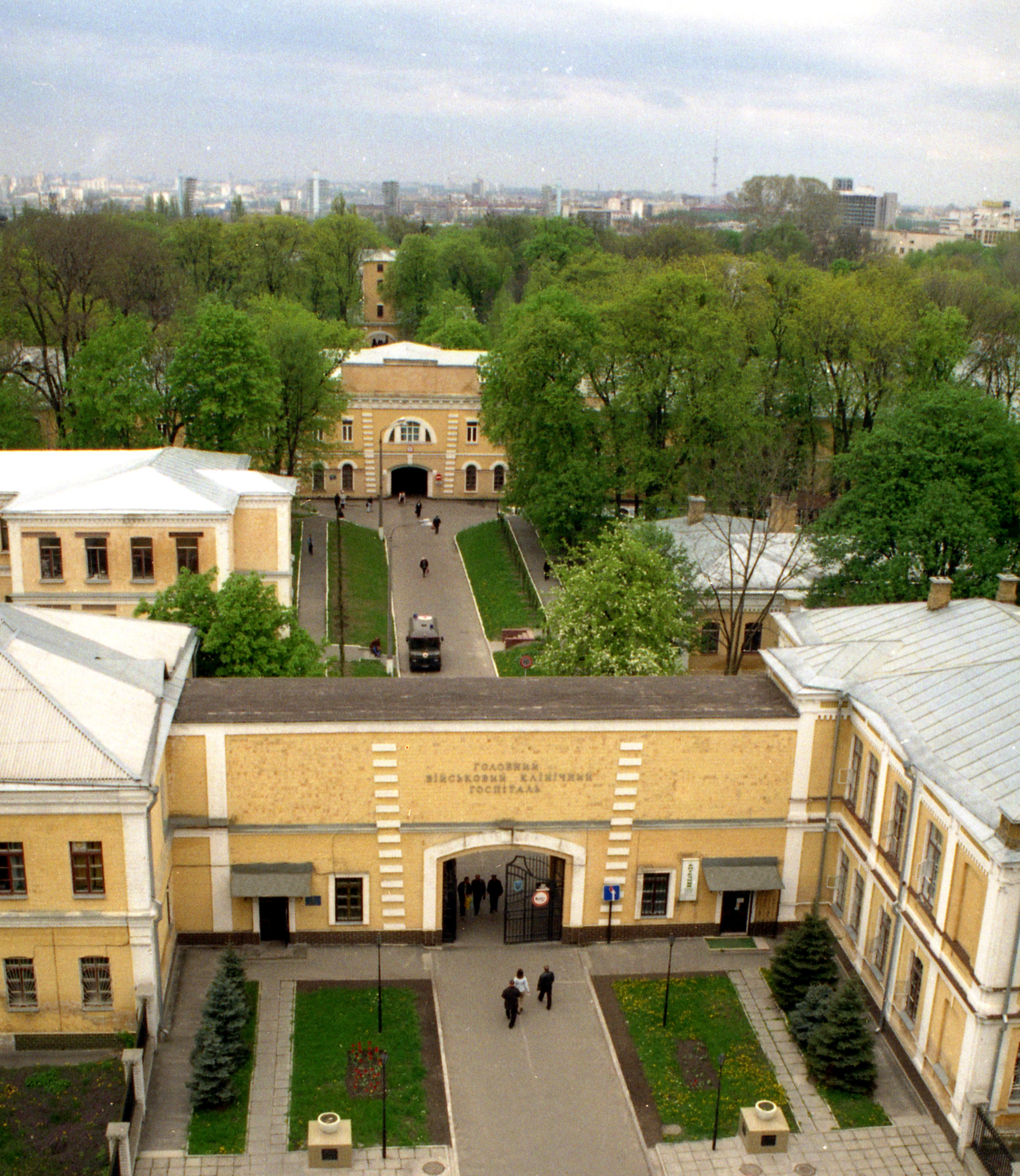
Центральний військовий шпиталь у Києві
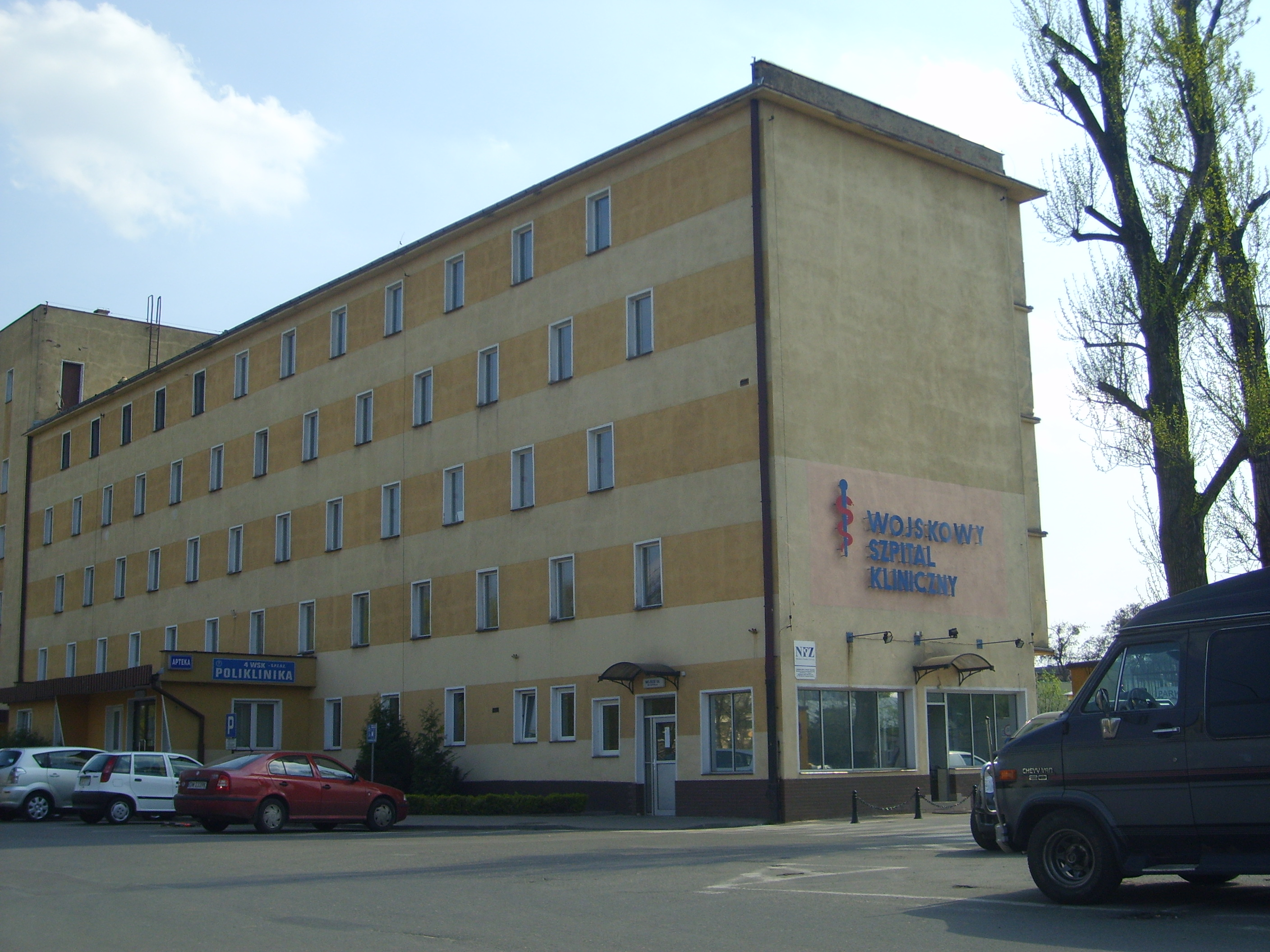
Військовий клінічний шпиталь у Вроцлаві
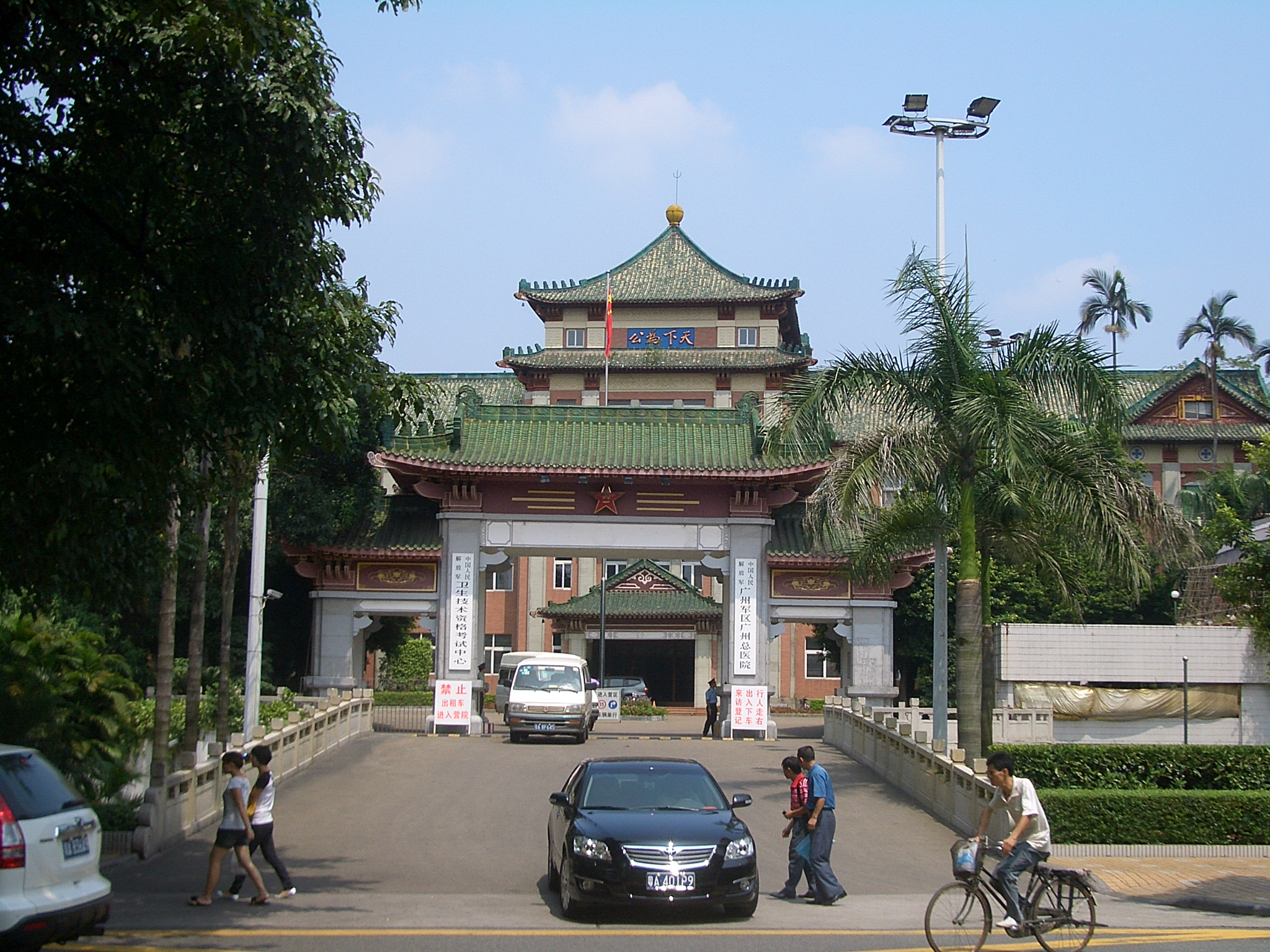
Військовий клінічний шпиталь Гуанчжоу /Китай/
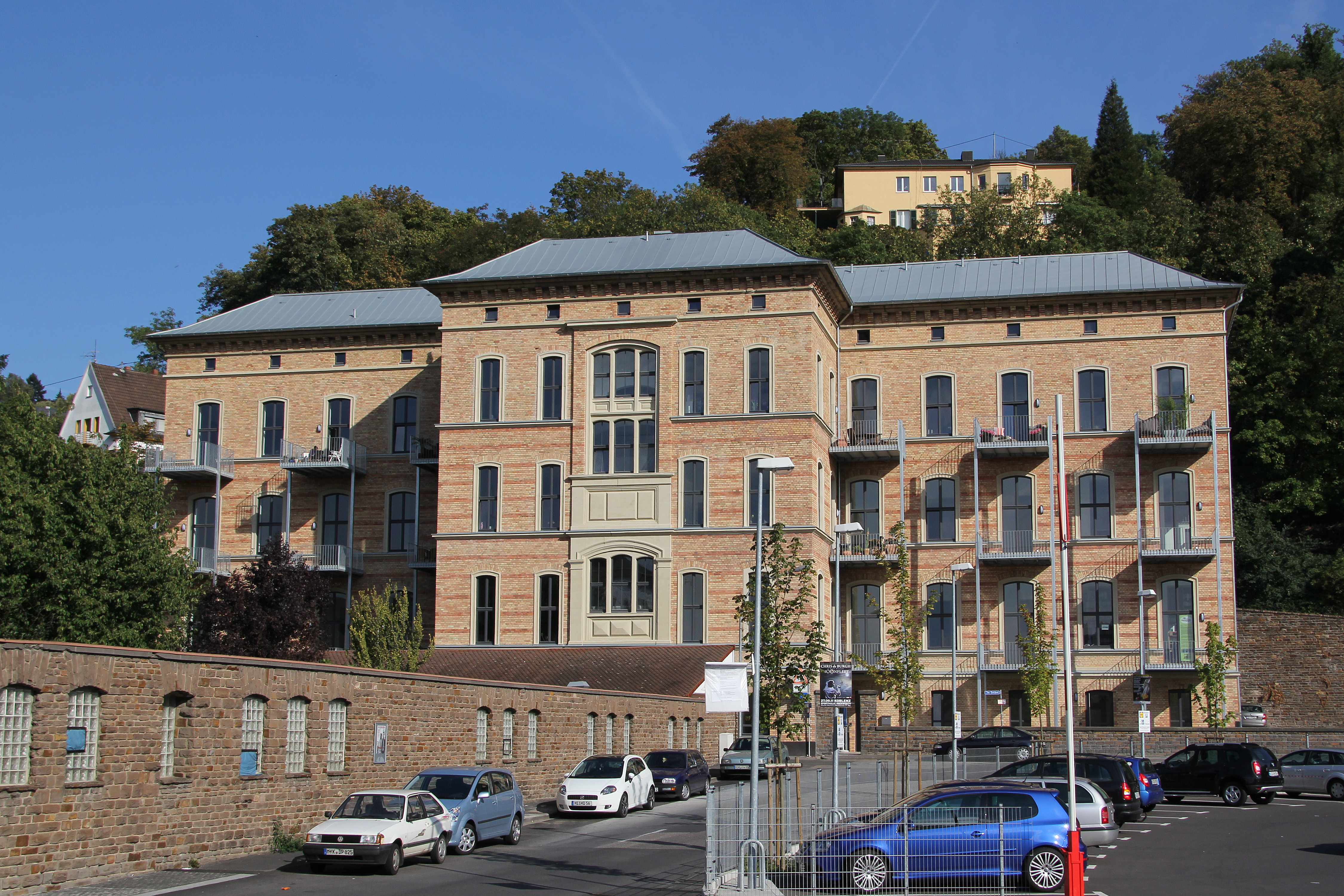
Військовий шпиталь у Кобленці /Німеччина/